# Slovan Bratysława (rugby)
Slovan Bratysława – słowacki klub rugby z siedzibą w Bratysławie. Jedyny słowacki klub grający w czeskich rozgrywkach rugby union (na Słowacji nie ma rozgrywek ligowych w tej odmianie rugby). Klub powstał w 2003 jako trzeci z tego miasta po działającej w latach 20. Slavii i istniejącej w latach 40. i 50. Dukli.

## Historia

### Początki rugby w Bratysławie
Pierwszy klub w Bratysławie, Slavia, powstał w 1926. Zespół ten początkowo rozgrywał mecze towarzyskie z praskimi oraz zagranicznymi drużynami. W 1928 Slavia przystąpiła do ligi czechosłowackiej, w której oprócz drużyn ze stolicy rywalizowała z jedną drużyną z Brna. Był to jednak jedyny sezon Slavii Bratysława, gdyż ze względu na problemy finansowe klub był zmuszony zakończyć swoją działalność po sezonie. 
Rugby w Bratysławie odrodziło się w 1948 za sprawą armii. Dowódcy uznali ten sport za ważny w przygotowaniu fizycznym żołnierzy. W 1956 Dukla Bratysława walczyła z powodzeniem w lidze czechosłowackiej, jednakże po kilku sezonach klub został wycofany z rozgrywek.

### Slovan
W 2003 powstał klub Slovan. Klub ten początkowo rozgrywał jedynie spotkania towarzyskie. Regularne występy w lidze rozpoczął dopiero w 2007. W sezonie 2007/2008 klub wystąpił w lidze węgierskiej (Slovan był jedynym słowackim klubem w rugby union, stąd nie było rozgrywek ligowych w tym kraju). W następnym sezonie klub rozpoczął starty w lidze czeskiej.

## Stadion
Slovan rozgrywa swoje mecze na stadionie TJ Čunovo. Stadion ten ma pojemność 500 miejsc